# Гринепост
Гринепост је једноседа ваздухопловна једрилица, мешовите конструкције (дрво и платно). Направљена је у Краљевини Југославија 1936.-1937. године у режији Једриличарске групе Љубљана а намењена је обуци и тренажи спортских пилота и једриличара. 

## Пројектовање и развој
Инжењер Александар Липиш се већ био прославио конструкцијом клизача Цеглинг када се 1932. године бавио пројектовањем једрилице намењенe самоградњи. Да би заинтересовао већи број људи за једриличарство дошао је на идеју да цртеже неопходне за израду једрилице дистрибуира преко новина. Избор је пао на недељник Die Grüne Post који је имао милионски тираж а био је намењен широким масама. У прилогу сваког броја објављивани су цртежи којих је било око 2500 на основу којих је током 30.тих година направљено преко 125 једрилица и то не само у Немачкој него широм Европе. Једини услов је био да на изграђеној једрилици буде исписан назив новина Die Grüne Post (Зелена пошта) па је тако и ова једрилица добила име. Први прототип ове једрилице је полетео 1933. године.

### Технички опис
Једрилица Гринепост је мешовите конструкције (дрво и платно) а изведена је као висококрилни моноплан. Труп јој је дрвена конструкција шестоугаоног попречног пресека чији је предњи део обложен дрвеном лепенком а од крила према репу труп је обложен платном. Кабина је била отворена и опремљена најосновнијим инструментима за дневно летење. Као стајни трап овој једрилици је служила дрвена скија причвршћена за труп амортизерима од тврде гуме. На репу једрилице налазила се еластична дрљача.
Крило је било равно, правоугаоног облика са две рамењаче. Нападна ивица крила је била направљена у облику кутије обложене шпер плочом а остатак крила је био обложен импрегнираним платном. Крила су косим подупирачима, по два са сваке стране, била ослоњена на труп једрилице.
Конструкција хоризонталног и вертикалног стабилизатора као и кормила били су изведени као и крило.

## Карактеристике
Карактеристике наведене овде се односе на једрилицу Гринепост а према изворима
| Финеса      | 1 : при брзини km/h |
| Перформансе | - максимална брзина km/h - минимална брзина km/h - минимално пропадање m/s при брзини km/h                                                     |
| Димензије   | - размах крила 10,00m - дужина 5,84m - висина 1,44m - површина крила 13,50m² - аеропрофил крила - виткост - макс. оптеречење крила; 14,8 kg/m² |
| Маса        | - сопствена 110 kg - носивост 90 kg - полетна 200 kg - водени баланс; нема                                                                     |

## Оперативно коришћење
Колико је тачно произведених једрилица Гринепост се вероватно никада неће моћи утврдити али једно је сигурно, да готово нема аероклуба у Немачкој и Аустрији који није почео своје летачке активности овом једрилицом. Била је јефтина и лака за самоградњу тако да се правила и у иоле опремљеној столарској радионици. У Мађарској је покушана чак и индустријска производња на бази купљене лиценце али произведено је само 2 комада.
Једини примерак у Краљевини Југославији је израђен у радионици једриличарске групе из Љубљане а регистрована је бројем YU-L4.

## Сачувани примерци
Код нас није сачувана ова једрилица, али се може видети реплика ове једрилице која се налази у Музеју једриличарства у Немачкој. Оригиналних примерака ове једрилице у европским Музејима нема.

## Земље које су користиле ову једрилицу
| - Аустрија - Трећи рајх - Краљевина Југославија - Швајцарска - Холандија | - Финска - Исланд - Норвешка - Летонија - Мађарска - Шведска |